# HD 184663
HD 184663，又名BD+02 3932，SAO 124823、HR 7438，是一颗恒星，视星等为6.38，位于銀經40.6，銀緯-8.42，其B1900.0坐标为赤經19h 30m 23.7s，赤緯+2° -8.42′ 33″。